# Шеметило, Эдуард Сергеевич
Эдуард Сергеевич Шеметило (14 августа 1990, Ковель) — украинский гребец-каноист, выступает за национальную сборную Украины по гребле начиная с 2013 года. Трёхкратный призёр чемпионатов мира, дважды серебряный и дважды бронзовый призёр чемпионатов Европы, чемпион летней Универсиады в Казани, многократный победитель и призёр регат национального значения. Заслуженный мастер спорта Украины.

## Биография
Эдуард Шеметило родился 14 августа 1990 года в городе Ковель Волынской области Украинской ССР. Активно заниматься греблей начал в возрасте тринадцати лет, проходил подготовку в Школе высшего спортивного мастерства и в физкультурно-спортивном клубе «Колос».
Первого серьёзного успеха на взрослом международном уровне добился в сезоне 2013 года, когда вошёл в основной состав украинской национальной сборной и побывал на чемпионате Европы в португальском Монтемор-у-Велью, откуда привёз награду бронзового достоинства, выигранную в зачёте четырёхместных каноэ на дистанции 1000 метров. Будучи студентом, отправился представлять страну на летней Универсиаде в Казани, где со своим четырёхместным экипажем стал серебряным призёром в полукилометровой гонке и одержал победу в километровой — за это выдающееся достижение награждён орденом «За заслуги» III степени.
Год спустя на европейском первенстве в немецком Бранденбурге стал серебряным призёром в одиночках на дистанции 5000 метров. Ещё через год на аналогичных соревнованиях в чешском Рачице добавил в послужной список серебряную награду, выигранную в четвёрках на километре. Помимо этого, в 2015 году выступил на чемпионате мира в Милане и в составе четырёхместного экипажа, куда также вошли гребцы Виталий Вергелес, Денис Камерилов и Денис Коваленко, завоевал на километровой дистанции серебряную медаль, уступив в финале только команде Румынии.
В 2016 году Шеметило принял участие в чемпионате Европы в Москве, где выиграл серебро в километровой гонке каноэ-четвёрок — в финальном заезде украинскую команду обошла сборная России.